# Tlazolajco
Tlazolajco är en ort i Mexiko.   Den ligger i kommunen Benito Juárez och delstaten Veracruz, i den sydöstra delen av landet, 180 km nordost om huvudstaden Mexico City. Tlazolajco ligger 536 meter över havet och antalet invånare är 146.
Terrängen runt Tlazolajco är kuperad. Runt Tlazolajco är det ganska tätbefolkat, med 80 invånare per kvadratkilometer. Närmaste större samhälle är Xochiatipan de Castillo, 3,5 km väster om Tlazolajco. I omgivningarna runt Tlazolajco växer huvudsakligen savannskog.